# 古今島
古今島（コグムド、Gogeumdo）は全羅南道莞島郡古今面の島。半島南端との最短距離は約800m、西側の莞島とは約2km、東側の助薬島とは約300mずつそれぞれ離れている。海岸線は54.5km、面積は40.1平方km。島の西南部には高度215mの鳳凰山があり、東南部は平地が広がっている。産業はカキ・海苔の養殖業と水産加工業が発達している。